# Lânga
Lânga – wieś w Rumunii, w okręgu Dolj, w gminie Pielești. W 2011 roku liczyła 15 mieszkańców.